# Trucks (Band)
Trucks war eine englisch-norwegische Rockband, die nach drei Jahren ihres Bestehens aufgelöst wurde.

## Geschichte
Fast zeitgleich waren in England Mark Remmington und Steve Ryan als auch in Norwegen Olav Iversen und Tor Bjelland auf der Suche nach den fehlenden und passenden Bandmitgliedern. Über Bekannte lernten die Paare sich kennen und gründeten die Band. Die Band trennte sich 2005.
Obwohl die Band zwei Alben veröffentlichten konnte, war in Deutschland nur die Single It's Just Porn Mum erhältlich. Diese schaffte es in Norwegen auf Platz 8 der mp3-Charts und rief auch in Deutschland Beachtung hervor.
Musikalische Einflüsse der Band stammen von Kiss, Led Zeppelin, Black Sabbath sowie den Red Hot Chili Peppers.

## Diskografie
- 23. September 2002: It's Just Porn Mum (Single, Polydor)
- 26. Mai 2003: Juice (Album, Waterfall Records)